# كنوكس (نيويورك)
كنوكس (بالإنجليزية: Knox, New York)‏ هي بلدة أمريكية تقع في الولايات المتحدة في مقاطعة ألباني، نيويورك. يقدر عدد سكانها بـ 2,692 نسمة ومساحتها 108.6 كم2 وترتفع عن سطح البحر 375 متر.